# 彭位仁
彭位仁（1893年—1990年），湖南湘乡人。保定陆军军官学校第6期步科毕业。国民革命军中将军长。第一屆中華民國國民大會代表。

## 生平
湘军何键系骨干。1929年唐生智被新桂系击败后，彭位仁所在部队被何健吞并，演变为新编第八师、第十六师。1930年8月第十六师第47旅戴斗垣部遭红一方面军包围全歼，即文家市战斗，这是何键所部首次1个整旅被全歼。罗藩瀛被迫辞去第十六师师长职务，由该师出身的彭位仁接任。第16师进驻上高、高安，负责长沙至南昌公路途经该地段的安全。1932年4月出兵偷袭湘鄂赣苏区首府小源，迫使东征南昌的红十六军军长孔荷宠率部折返。1934年追击红六军团的战斗中，由于第四路军没有兜住其主力，而遭到蒋氏责难，最终彭位仁被何键作为替罪羊解除职务，送陆军大学就读，由章亮基接任第十六师师长。